# YaST
YaST，它是一套以RPM為基礎的作業系統安裝與設定工具，也是openSUSE Linux發行版的主要特性之一，而且由Novell衍生出商業發行版本。它的特性主要在於，可以設定很多系統的各個部分。它也是United Linux公司的一部分，不過這家公司目前已停止營業。第一套含有YaST的SuSE發行版於1996年5月發行。
在GNU通用公共許可證底下，YaST已由Novell製作成一套自由軟體。
YaST2是一套管理與維護工具，用來管理SUSE Linux安裝部分。它允許管理員安裝軟體、設定硬體、安裝網路與伺服器，甚至更多。
YaST的特性在於，它包含了GUI與ncurses的前端處理。它在一些系统管理场景下是非常有用的，包括在没有GUI的情况下安装操作系统，在网络连接过于缓慢的情况下管理系统，以及在X图形服务器出现故障的时候进行修复。
YaST的顯示設定模組是由SaX2所呼叫的（在這裡的SaX2是指SUSE Automated X configuration, version 2）。
OpenSUSE 10.3針對GNOME使用者重新設計YaST。
借助ZYpp项目，YaST提供了套件管理功能。第一套可用的ZYpp套件管理工具，YaST應用程式曾有執行上的問題，而且執行開啟的時間過久，但是它在openSUSE 10.2與10.3發行時已針對這方面進行改良。開啟進行openSUSE 11.0 alpha 3計畫時，ZYpp已整合到SAT solver計畫內，而製作的YaST與zypper執行速度比其他的rpm套件管理工具更加快速。
AutoYaST是一個全自動系統，不需要使用者管控，即可用來安裝一個或多個openSUSE作業系統。AutoYaST安裝工具只需要使用一個內含安裝與設定資料的控制檔案，即可自動執行。每一個現存的作業系統，它們的配置資料會被儲存到/root/autoyast.xml檔案內。

## 外部連結
- YaST at openSUSE （页面存档备份，存于）
- YaST at Novell
- YaST, AutoYast and ZENworks Linux Management （页面存档备份，存于）